# Переслідування

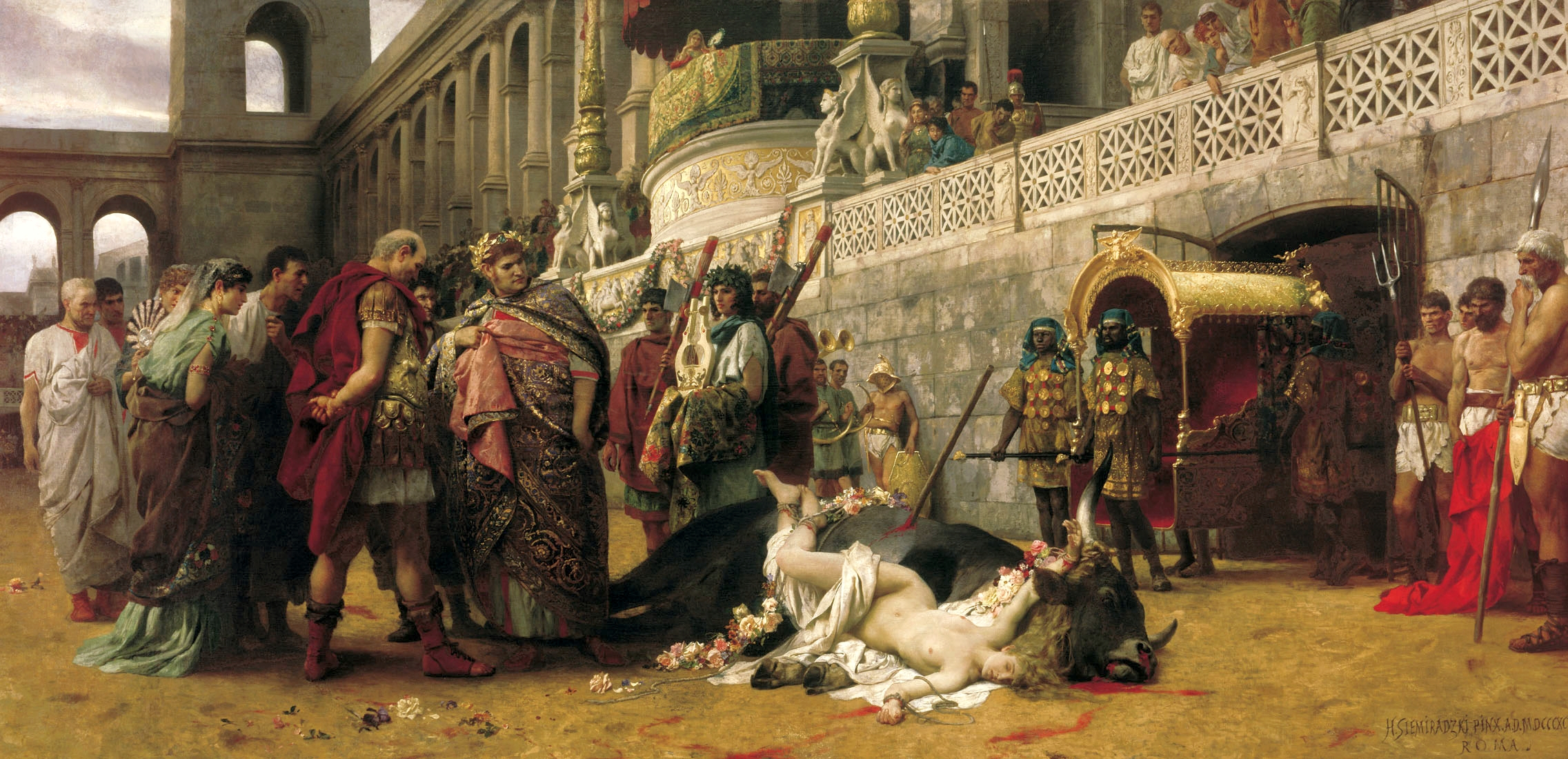
Переслідування християн в язичницькому Римі

Переслі́дування, або гоні́ння — систематичне погане ставлення до окремої особи або групи з боку іншої особи або групи. Найпоширенішими формами є релігійне переслідування, расизм і політичні репресії, хоча між цими термінами існує певне перетинання. Нанесення страждань, страху, болю, домагання, ув'язнення, інтернування — це всі чинники, які можуть спричинити переслідування, але не всі страждання обов'язково принесуть переслідування. Страждання, які зазнає жертва, повинні бути досить суворі. Пороговий рівень тяжкості був джерелом великих дискусій.

## Міжнародне право
Як частина Нюрнберзьких принципів, злочин проти людства є частиною міжнародного права. Принцип VI Нюрнберзьких принципів стверджує, що
|  | Злочини, наведені далі, караються як злочини відповідно до міжнародного права: ... (c) Злочини проти людяності: Вбивство, знищення, поневолення, депортація та інші негуманні дії, вчинені проти будь-якого цивільного населення, або переслідування на політичних, расових або релігійних підставах, коли такі дії зроблені або такі переслідування здійснюються у виконанні чи у зв'язку з будь-яким злочином проти миру або будь-яким воєнним злочином. |

Телфорд Тейлор, який був радником прокуратури Нюрнберзького судового процесу, написав "[на] Нюрнберзькому процесі, обвинувачені відкинули декілька зусиль обвинувачення щодо приведення таких «внутрішніх» звірств у сферу міжнародного права, як «злочини проти людства» ". Декілька наступних міжнародних договорів включають цей принцип, але деякі скасували обмеження «у зв'язку з будь-яким злочином проти миру або будь-якого воєнного злочину».
Римський статут Міжнародного кримінального суду, який є обов'язковим для 111 держав, визначає злочини проти людства у статті 7.1. Стаття криміналізує певні дії, «вчинені як частина широкомасштабної або систематичної атаки, спрямованої проти будь-якого цивільного населення, при знанні про напад». До них належать:
|  | (h) Переслідування будь-якої ідентифікованої групи або колективу за політичною, расовою, національною, етнічною, культурною, релігійною, гендерною ... або іншими підставами, які загально визнаються неприпустимими згідно з міжнародним правом, у зв'язку з будь-яким актом, згаданим у цьому пункті [наприклад вбивство, знищення, поневолення, депортація, ув'язнення, катування, сексуальне насильство, апартеїд та інші негуманні дії] або будь-який злочин, що входить до компетенції Суду |

## Різновиди
- Політичне — переслідування, яке полягає у застосуванні до особи чи групи осіб законних та/або незаконних різнорідних, функціонально спільних заходів впливу, об'єднаних політичною чи політично зумовленою метою та які тягнуть за собою соціальні обтяження та/або спричиняють фізичну, моральну чи матеріальну шкоду.
- Етнічне
- Релігійне

## Історія
- Гоніння християн
- Сталінське гоніння євангельських християн
- Гоніння на християн у Римській імперії
- Велике гоніння Діоклетіана
- Гоніння сліду
- Голодомор
- Голокост
- Гонніння на німців (1941–1950)